# Pseudochrysops bornoi
Pseudochrysops bornoi är en fjärilsart som beskrevs av Comstock och Huntington 1946. Pseudochrysops bornoi ingår i släktet Pseudochrysops och familjen juvelvingar. Inga underarter finns listade i Catalogue of Life.

## Bildgalleri

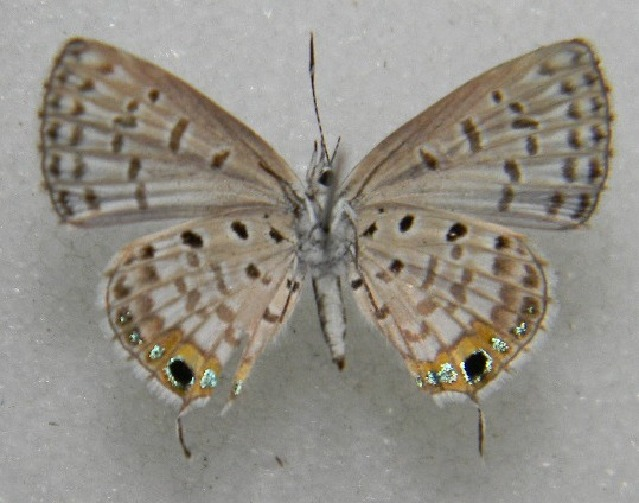